# Nikolas Dörr
Nikolas Dörr (* 1979 in Bad Soden am Taunus) ist ein deutscher Historiker und Politologe. Seine Schwerpunkte sind die Historische Kommunismusforschung, Geschichts- und Erinnerungspolitik, der Kalte Krieg, die Geschichte der Sicherheitspolitik und Inneren Sicherheit sowie Historische Wohlfahrtsstaatsforschung.

## Werdegang
Dörr war von 2009 bis 2012 als Lehrbeauftragter an der Universität Potsdam tätig, danach von 2012 bis 2014 als Wissenschaftlicher Mitarbeiter im Deutschen Historischen Museum und danach beim Leibniz-Zentrum für Zeithistorische Forschung Potsdam (ZZF). Anschließend war er als Wissenschaftlicher Mitarbeiter bei der Bundesstiftung zur Aufarbeitung der SED-Diktatur tätig und von 2016 bis 2023 beim SOCIUM – Forschungszentrum Ungleichheit und Sozialpolitik, Abt. Politische Ökonomie des Wohlfahrtsstaatesseit angestellt. Von 2020 bis 2023 war er Leiter der Nachwuchsforschergruppe „Der ‚aktivierende Sozialstaat‘ – eine Politik- und Gesellschaftsgeschichte deutscher Sozialpolitik, 1979–2017“, gefördert durch das Bundesministerium für Arbeit und Soziales im Rahmen des Fördernetzwerks interdisziplinäre Sozialpolitikforschung (FIS). Seit 2023 ist Dörr Professor für Politikwissenschaft an der Hochschule für Polizei Baden-Württemberg, Fakultät IV – Sozialwissenschaften sowie gleichzeitig auch affiliierter Wissenschaftler am SOCIUM – Forschungszentrum Ungleichheit und Sozialpolitik, Arbeitsgruppe „Historische und vergleichende Wohlfahrtsstaatsforschung“.

## Publikationen (Auswahl)
Monographien
- Die Rote Gefahr. Der italienische Eurokommunismus als sicherheitspolitische Herausforderung für die USA und Westdeutschland 1969–1979. Köln / Weimar / Wien 2017.
- Gesichter des Bösen. Verbrechen und Verbrecher des 20. Jahrhunderts. Mit einem Geleitwort von Heribert Prantl. Bremen 2015 (zusammen mit Till Zimmermann).
- Die Sozialdemokratische Partei Deutschlands im Parlamentarischen Rat 1948/1949. Eine Betrachtung der SPD in den Grundgesetzberatungen vor dem Hintergrund der ersten Bundestagswahl 1949. Berlin 2007.